# Raimund Resch
Raimund Resch (* 20. Jahrhundert) ist ein ehemaliger österreichischer Skispringer.
Am 4. Januar 1983 gab Resch beim Springen in Innsbruck sein Debüt im Skisprung-Weltcup. Es dauerte jedoch ein Jahr, bis er am 21. Januar 1984 erstmals im japanischen Sapporo mit Platz 15 seinen ersten Weltcup-Punkt gewinnen konnte. Im Februar 1985 sprang er erneut in Sapporo in die Punkteränge. Drei Tage später konnte er in St. Moritz mit Platz 4 sein bestes Einzelergebnis im Weltcup erreichen. Am Ende der Saison stand er gemeinsam mit Steve Collins auf dem 27. Platz in der Weltcup-Gesamtwertung. Da er in den folgenden Springen keine weiteren Erfolge mehr erzielen konnte, beendete er 1987 seine aktive Skisprungkarriere.